# NGC 6536
NGC 6536 is een balkspiraalstelsel in het sterrenbeeld Draak. Het hemelobject werd op 18 augustus 1884 ontdekt door de Amerikaanse astronoom Edward D. Swift.

## Synoniemen
- UGC 11077
- MCG 11-22-16
- ZWG 322.25
- KUG 1757+649
- IRAS 17571+6456
- PGC 61166